# Bankston (Alabama)
Bankston ist ein gemeindefreies Gebiet im Fayette County im Bundesstaat Alabama in den Vereinigten Staaten.

## Geographie
Bankston liegt im Nordwesten Alabamas im Süden der Vereinigten Staaten. Es befindet sich etwa 55 Kilometer östlich der Grenze zum Bundesstaat Mississippi sowie 45 Kilometer südwestlich des 733 Quadratkilometer großen William B. Bankhead National Forest.
Nahegelegene Orte sind unter anderem Berry (3 km östlich), Fayette (12 km westlich), Belk (23 km westlich) und Oakman (25 km östlich). Die nächste größere Stadt ist mit 212.000 Einwohnern das etwa 70 Kilometer südöstlich entfernt gelegene Birmingham.

## Geschichte
Bankston war erstmals um 1831 besiedelt. Der erste Name des Ortes war Byler in Anlehnung an John Byler, der die Straße hierher baute. Als 1883 ein Wassertank für die Georgia Southern Railroad errichtet wurde, wurde die Stadt fortan Bank's Tank genannt. 1887 wurde ein Postamt errichtet und der Ort wurde fortan Bankston (aus Banks und -town) genannt. Von 1873 bis 1887 war Bucksnort der offizielle Name des Ortes, später wurde er wieder in den heute bekannten Namen geändert.

## Verkehr
Bankston liegt unmittelbar am U.S. Highway 43, der hier streckenweise auf gleicher Trasse verläuft wie die Alabama State Route 18. Etwa 30 Kilometer nordöstlich verläuft der Interstate 22.
Etwa 14 Kilometer nordwestlich des Ortes liegt der Flughafen der Stadt Fayette, Richard Arthur Field.